# Canton de Plénée-Jugon
Le canton de Plénée-Jugon est une circonscription électorale française du département des Côtes-d'Armor.

## Histoire
Un nouveau découpage territorial des Côtes-d'Armor entre en vigueur à l'occasion des élections départementales de mars 2015, défini par le décret du 13 février 2014, en application des lois du 17 mai 2013 (loi organique 2013-402 et loi 2013-403). Les conseillers départementaux sont, à compter de ces élections, élus au scrutin majoritaire binominal mixte. Les électeurs de chaque canton élisent au Conseil départemental, nouvelle appellation du Conseil général, deux membres de sexe différent, qui se présentent en binôme de candidats. Les conseillers départementaux sont élus pour 6 ans au scrutin binominal majoritaire à deux tours, l'accès au second tour nécessitant 12,5 % des inscrits au 1er tour. En outre la totalité des conseillers départementaux est renouvelée. Ce nouveau mode de scrutin nécessite un redécoupage des cantons dont le nombre est divisé par deux avec arrondi à l'unité impaire supérieure si ce nombre n'est pas entier impair, assorti de conditions de seuils minimaux. Dans les Côtes-d'Armor, le nombre de cantons passe ainsi de 52 à 27.
Le canton de Plénée-Jugon est formé de communes des anciens cantons de Moncontour (5 communes), de Collinée (6 communes), de Jugon-les-Lacs (6 communes) et de Plouguenast (1 commune). Avec ce redécoupage administratif, le territoire du canton s'affranchit des limites d'arrondissements, avec 6 communes incluses dans l'arrondissement de Saint-Brieuc et 12 dans l'arrondissement de Dinan. Le bureau centralisateur est situé à Plénée-Jugon.

## Représentation
| Période élective | Période élective | Mandat | Mandat   | Identité       | Nuance | Nuance | Qualité                                                                     |
| ---------------- | ---------------- | ------ | -------- | -------------- | ------ | ------ | --------------------------------------------------------------------------- |
| 2015             | 2021             | 2015   | 2021     | Monique Haméon |        | PCF    | Agricultrice retraitée Conseillère municipale du Gouray (1977-2014)         |
| 2015             | 2021             | 2015   | 2021     | Didier Yon     |        | DVG    | Agriculteur Maire de Trébry (2008-2020)                                     |
| 2021             | 2028             | 2021   | en cours | Martine Pélan  |        | DVG    | Comptable retraitée, ancienne maire de Saint-Gilles-du-Mené (2001-2020)     |
| 2021             | 2028             | 2021   | en cours | Didier Yon     |        | DVG    | Agriculteur retraité, conseiller sortant Conseiller délégué à l'Agriculture |

### Résultats détaillés

#### Élections de mars 2015
À l'issue du 1er tour des élections départementales de 2015, deux binômes sont en ballottage : Monique Haméon et Didier Yon (DVG, 45,87 %) et Florence Corbel et Sylvain Oréal (DVD, 35,74 %). Le taux de participation est de 57,31 % (7 919 votants sur 13 819 inscrits) contre 56,24 % au niveau départementalet 50,17 % au niveau national.
Au second tour, Monique Haméon et Didier Yon (DVG) sont élus avec 54,61 % des suffrages exprimés et un taux de participation de 57,57 % (4 011 voix pour 7 955 votants et 13 817 inscrits).

#### Élections de juin 2021
Le premier tour des élections départementales de 2021 est marqué par un très faible taux de participation (33,26 % au niveau national). Dans le canton de Plénée-Jugon, ce taux de participation est de 35,97 % (5 044 votants sur 14 023 inscrits) contre 39,37 % au niveau départemental. À l'issue de ce premier tour, deux binômes sont en ballottage : Martine Pélan et Didier Yon (DVG, 75,4 %) et Michel de La Mardière et Emmanuelle Kieffer (RN, 24,6 %).
Le second tour des élections est marqué une nouvelle fois par une abstention massive équivalente au premier tour. Les taux de participation sont de 34,3 % au niveau national, 40,31 % dans le département et 36,01 % dans le canton de Plénée-Jugon. Martine Pélan et Didier Yon (DVG) sont élus avec 76,97 % des suffrages exprimés (3 486 voix pour 5 049 votants et 14 020 inscrits),,.

## Composition
Lors de sa création, le canton de Plénée-Jugon comprenait 18 communes entières.
À la suite de la fusion, au 1er janvier 2016, de Jugon-les-Lacs et Dolo pour former la commune nouvelle de Jugon-les-Lacs - Commune nouvelle, d'une part, et, d'autre part, de Collinée, Le Gouray, Langourla, Plessala, Saint-Gilles-du-Mené, Saint-Gouéno et Saint-Jacut-du-Mené pour former la commune nouvelle du Mené, le canton compte désormais onze communes.
| Nom                                  | Code Insee | Intercommunalité                        | Superficie (km2) | Population (dernière pop. légale) | Densité (hab./km2) | Modifier                                    |
| ------------------------------------ | ---------- | --------------------------------------- | ---------------- | --------------------------------- | ------------------ | ------------------------------------------- |
| Plénée-Jugon (bureau centralisateur) | 22185      | CA Lamballe Terre et Mer                | 61,36            | 2 533 (2022)                      | 41                 | modifier les données · modifier les données |
| Bréhand                              | 22015      | CA Lamballe Terre et Mer                | 24,95            | 1 695 (2022)                      | 68                 | modifier les données · modifier les données |
| Jugon-les-Lacs                       | 22084      | CA Lamballe Terre et Mer                | 38,03            | 2 528 (2022)                      | 66                 | modifier les données · modifier les données |
| Le Mené                              | 22046      | CC Loudéac Communauté ? Bretagne Centre | 163,23           | 6 420 (2022)                      | 39                 | modifier les données · modifier les données |
| Penguily                             | 22165      | CA Lamballe Terre et Mer                | 10,49            | 608 (2022)                        | 58                 | modifier les données · modifier les données |
| Plédéliac                            | 22175      | CA Lamballe Terre et Mer                | 51,75            | 1 602 (2022)                      | 31                 | modifier les données · modifier les données |
| Plestan                              | 22193      | CA Lamballe Terre et Mer                | 32,81            | 1 637 (2022)                      | 50                 | modifier les données · modifier les données |
| Saint-Glen                           | 22296      | CA Lamballe Terre et Mer                | 11,51            | 667 (2022)                        | 58                 | modifier les données · modifier les données |
| Saint-Trimoël                        | 22332      | CA Lamballe Terre et Mer                | 8,35             | 521 (2022)                        | 62                 | modifier les données · modifier les données |
| Tramain                              | 22341      | CA Lamballe Terre et Mer                | 9,25             | 700 (2022)                        | 76                 | modifier les données · modifier les données |
| Trébry                               | 22345      | CA Lamballe Terre et Mer                | 25,12            | 822 (2022)                        | 33                 | modifier les données · modifier les données |
| Canton de Plénée-Jugon               | 2216       |                                         | 436,85           | 19 733 (2022)                     | 45                 | modifier les données                        |

## Démographie
En 2022, le canton comptait 19 733 habitants, en évolution de +2,7 % par rapport à 2016 (Côtes-d'Armor : +1,78 %, France hors Mayotte : +2,11 %).
| 2013   | 2018   | 2022   |
| ------ | ------ | ------ |
| 19 001 | 19 332 | 19 733 |